# دانیل وو
دانیل وو (انگلیسی: Daniel Wu؛ زادهٔ ۳۰ سپتامبر ۱۹۷۴) هنرپیشه، کارگردان و تهیه‌کننده اهل ایالات متحده آمریکا است.

## گزیده فیلم‌شناسی
- حادثه شینجوکو
- مجلل
- ۲۰۰۰ ای‌دی
- دور دنیا در ۸۰ روز
- مردی با مشت‌های آهنین
- شام آخر
- زودیاک چینی
- کنترل
- وارکرفت
- ورود به سرزمین‌های بد (مجموعه تلویزیونی)
- مهاجم مقبره
- لله‌های اجباری
- پلیس‌های جن-ایکس
- ققنوس وارد می‌شود
- حسرت ابدی
- پادشاهان آسمانی
- جکی و خون‌آشامان ۲
- آشپزخانه جادویی